# Impasse de l'Abbé-Joseph-Salvat
L'impasse de l'Abbé-Joseph-Salvat (en occitan : carlòt de l'Abat Josèp Salvat) est une voie de Toulouse, chef-lieu de la région Occitanie, dans le Midi de la France.

## Situation et accès

### Description
L'impasse de l'Abbé-Joseph-Salvat est une voie publique. Elle se trouve dans le quartier de Reynerie.
Longue de 106 mètres, elle naît dans le prolongement de l'avenue Winston-Churchill, qui oblique à cet endroit pour rejoindre la rue Daniel-Faucher et la rue Jean-Gilles. Elle est d'abord orientée à l'ouest, longeant les bâtiments de la résidence Franche-Comté, puis de la résidence Hélios. Elle oblique ensuite au sud pour desservir deux zones de stationnement, le parking Lac de Reynerie et le parking Résidence du Soleil. Elle aboutit au chemin qui longe le lac de Reynerie et qui, au sud, rejoint la place André-Abbal.
La chaussée compte une voie de circulation automobile dans chaque sens. Elle appartient à une zone 30 et la vitesse y est limitée à 30 km/h. Il n'existe pas d'aménagement cyclable.

### Voies rencontrées
L'impasse de l'Abbé-Joseph-Salvat rencontre les voies suivantes, dans l'ordre des numéros croissants (« g » indique que la rue se situe à gauche, « d » à droite) :
1. Avenue Winston-Churchill
2. Place André-Abbal - accès piéton

### Transports
L'impasse de l'Abbé-Joseph-Salvat se trouve à proximité de la place André-Abbal où débouche la station Reynerie, sur la ligne de métro . Au nord, l'avenue de Tabar est parcourue et desservie par la ligne de bus 14.
La station de vélos en libre-service VélôToulouse la plus proche est la station no 220 (3 rue de l'Université).

## Odonymie
L'impasse est nommée, par décision du conseil municipal du 28 février 1975, en hommage à Joseph Salvat (1889-1972). Fils de paysans, ordonné prêtre, il se fait défenseur de l'occitan. En 1927, il est nommé au petit séminaire de Castelnaudary où il fonde, avec Prosper Estieu, le Collège d'Occitanie. La même année, il est élu majoral du Félibrige puis, en 1931, il est élu à l'académie des Jeux floraux. Il assure également un cours de littérature occitane à l'Institut catholique. En 1944, il est déporté au camp de Neuengamme, en compagnie d'autres personnalités – les Prominenten – telles que Bruno de Solages, Albert Sarraut et Jean Baylet. Revenu de déportation, il poursuit sa carrière d'enseignement. Il meurt à Toulouse dans les derniers jours de l'année 1972.

## Histoire
L'impasse est tracée en 1974 afin de desservir les résidences Les Chênes et la résidence du Soleil.

## Patrimoine et lieux d'intérêt

### Immeubles
- no  1-11 : résidences Soleil et Hélios.
La résidence Soleil I (ou Soleil) et la résidence Soleil II (ou Hélios) sont construites entre 1974 et 1977 pour le compte de la société civile immobilière Résidence du Soleil, représentée par le promoteur Max Guibert, sur les plans de l'atelier des architectes et ingénieurs associés (3A), représenté dans cette opération par les architectes Fabien Castaing, Pierre Viatgé et Alex Labat. Les deux résidences comptent 175 logements, mais aussi des bureaux, des commerces et un parking[2].

- no  2 : maison de justice et du droit.
La maison de justice et du droit dépend du conseil départemental de l'accès au droit (CDAD). Elle offre des informations et des services gratuits aux habitants du quartier de Reynerie. Elle regroupe des représentants des institutions judiciaires, dont un conciliateur de justice, un délégué du défenseur des droits, une antenne de l'agence départementale d'information sur le logement (ADIL) et une maison des droits des enfants et des jeunes (MDEJ), ainsi que des professionnels de la justice dont plusieurs avocats, et une représentation de l'association France Victimes[3]. Le bâtiment est construit sur une une dalle. Il est construit en béton avec une structure métallique. Il est couvert par un toit-terrasse débordant[4].

### Parcs et jardins publics
- parc de Reynerie.
- parc du Lac de Reynerie.